# .tf
.tf és el domini de primer nivell territorial (ccTLD) de les Terres Australs i Antàrtiques Franceses. Juntament amb .fr i .re, l'administra AFNIC. Fins al 23 d'octubre de 2004, l'administrava una empresa anglesa.
Hi ha un servei gratuït que proporciona dominis .tf de tercer nivell, amb el nom United Names Organisation. Ocupa 14 dominis de segon nivell, que inclouen .eu.tf, .us.tf, .net.tf, i .edu.tf. Es proporcionen gratuïtament com a redirectors d'URLs.
Com que el govern francès té pretensions territorials sobre part de l'Antàrtida, hi ha una coincidència entre el territori del domini .tf i el general de l'Antàrtida .aq.
També s'utilitza notablement per a webs relacionades amb el joc Team Fortress 2.